# Brckovljani
Brckovljani jsou vesnice a správní středisko stejnojmenné opčiny v Chorvatsku v Záhřebské župě. Nachází se uprostřed trojúhelníku měst Dugo Selo, Ivanić Grad a Vrbovec, asi 5 km severovýchodně od Duga Sela a asi 19 km východně od Záhřebu. V roce 2011 žilo v Brckovljanech 1 542 obyvatel, v celé opčině pak 6 837 obyvatel. Mezi lety 1991 a 2001 počet obyvatel opčiny výrazně vzrostl o více než dva tisíce, předtím se pohyboval v rozmezí čtyř až pěti tisíc.
K opčině připadá celkem 14 vesnic, z nichž největší je středisko opčiny, Brckovljani. Mezi další velké vesnice patří Lupoglav a Gračec.
- Božjakovina – 216 obyvatel
- Brckovljani – 1 243 obyvatel
- Gornja Greda – 586 obyvatel
- Gornje Dvorišće – 335 obyvatel
- Gračec – 997 obyvatel
- Hrebinec – 237 obyvatel
- Kusanovec – 53 obyvatel
- Lupoglav – 1 064 obyvatel
- Prečec – 224 obyvatel
- Prikraj – 590 obyvatel
- Stančić – 738 obyvatel
- Štakorovec – 281 obyvatel
- Tedrovec – 111 obyvatel

Brckovljani získalo svoji opčinu v roce 1993. Do té doby bylo Brckovljani i všechny vesnice spadající pod opčinu součástí opčiny blízkého města Dugo Selo.